# Мальвинова, Кристина Глебовна
Кристина Глебовна Мальвинова (род. 16 июля 1989) — российская легкоатлетка, специалистка по бегу на короткие дистанции. Выступала на профессиональном уровне в 2010—2015 годах, обладательница серебряной медали Универсиады в Кванджу, призёрка первенств всероссийского значения. Представляла Пензенскую область и Пермский край. Мастер спорта России.

## Биография
Кристина Мальвинова родилась 16 июля 1989 года. В 1997—2007 годах училась в школе № 10 во Владикавказе, затем постоянно проживала в Пензе, в 2013 году окончила факультет экономики и управления Пензенского государственного университета.
Впоследствии переехала на постоянное жительство в Пермь, занималась спринтерским бегом под руководством заслуженного тренера России Валерия Анатольевича Дойкова.
Впервые заявила о себе на взрослом всероссийском уровне в сезоне 2012 года, когда стала четвёртой в беге на 200 метров на зимнем чемпионате России в Москве и дошла до полуфинала в беге на 400 метров на летнем чемпионате России в Чебоксарах.
В 2013 году с командой Пензенской области заняла четвёртое место в эстафете 4 × 200 метров на зимнем чемпионате России в Москве (позднее в связи с дисквалификацией команды Пермского края переместилась в итоговом протоколе на третью позицию).
В 2014 году в эстафете 4 × 400 метров одержала победу на Кубке России в Ерино, завоевала серебряную награду на чемпионате России в Казани.
Будучи студенткой, в 2015 году представляла страну на Универсиаде в Кванджу — в индивидуальном беге на 400 метров остановилась на стадии полуфиналов, тогда как в программе эстафеты 4 × 400 метров вместе с соотечественницами Ириной Такунцевой, Еленой Зуйкевич и Лилией Гафиятуллиной получила серебро, уступив только команде из Польши.
После Универсиады больше не показывала сколько-нибудь значимых результатов на крупных соревнованиях.